# Herrarnas lagtävling i tempolopp i landsvägscykling vid olympiska sommarspelen 1972
Herrarnas lagtempolopp i landsvägscykling vid olympiska sommarspelen 1972 ägde rum den 29 augusti 1972 i München.

## Medaljörer
| Event                  | Guld                                                                          | Silver                                                             | Brons         |
| Herrarnas lagtempolopp | Sovjetunionen Valerij Jardy Gennadij Komnatov Valerij Lichatjov Boris Sjuchov | Polen Ryszard Szurkowski Edward Barcik Lucjan Lis Stanisław Szozda | Ingen utdelad |

## Resultat
| Placering | Cyklister                                                                     | Lag                 | Tid        |
| --------- | ----------------------------------------------------------------------------- | ------------------- | ---------- |
| 1         | Boris Sjuchov Valerij lardy Gennady Komnatov Valérij Lichatjov                | Sovjetunionen       | 2:11:17,8  |
| 2         | Lucjan Lis Edward Barcik Stanislaw Szozda Ryszard Szurkowski                  | Polen               | 2:11:47,5  |
| DSQ       | Fedor den Hertog Hennie Kuiper Cees Priem Aad van den Hoek                    | Nederländerna       | DSQ        |
| 4         | Ludo Delcroix Gustaaf Hermans Gustaaf van Cauter Louis Verreydt               | Belgien             | 2:12:36,7  |
| 5         | Thorleif Andresen Arve Haugen Knut Knudsen Magne Orre                         | Norge               | 2::13:20,7 |
| 6         | Lennart Fagerlund Tord Filipsson Leif Hansson Sven-Åke Nilsson                | Sverige             | 2:13:36,9  |
| 7         | Tibor Debreceni Imre Géra József Peterman András Takács                       | Ungern              | 2:14:18,8  |
| 8         | Gilbert Bischoff Bruno Hubschmid Roland Schär Ulrich Sutter                   | Schweiz             | 2:14:33,6  |
| 9         | Osvaldo Castellan Pasqualino Moretti Francesco Moser Giovanni Tonoli          | Italien             | 2:14:36,2  |
| 10        | Siegfried Denk Roman Humenberger Rudolf Mitteregger Johann Summer             | Österrike           | 2:15:25,1  |
| 11        | Jørgen Emil Hansen Junker Jørgensen Jørn Lund Jørgen Marcussen                | Danmark             | 2:15:25,1  |
| 12        | Jaime Huelamo Carlos Melero Jose Tena Jose L. Viejo                           | Spanien             | 2:15:37,7  |
| 13        | Miloslav Hrazdîra Jiri Mainuš Petr Matoušek Vlastimil Moravec                 | Tjeckoslovakien     | 2:16:15,4  |
| 14        | Philip Bayton John Clewarth Philip Edwards David Lloyd                        | Storbritannien      | 2:16:18,0  |
| 15        | Richard Ball John Howard Ronald Skarin Wayne Stetina                          | USA                 | 2:17:06,4  |
| 16        | Aldo Arencibia Roberto Menendez Pedro Rodriguez Raul Vazquez                  | Kuba                | 2:17:24,5  |
| 17        | Donald Allan David Graeme Jose Kevin Clyde Sefton John Kenneth Trevorrow      | Australien          | 2:18:00,4  |
| 18        | Henri-Paul Fin Jean-Claude Magni Jean-Claude Meunier Guy Sibille              | Frankrike           | 2:18:19,3  |
| 19        | Kalevi Eskelinen Harry Hannus Mauno Uusivirta Ole Wackström                   | Finland             | 2:18:25,2  |
| 20        | Johannes Knab Algis Oleknavicius Rainer Podlesch Erwin Tischler               | Tyskland            | 2:18:27,8  |
| 21        | Cvetko Bilic Radoš Cubric Joze Valencic Janez Zakotnik                        | Jugoslavien         | 2:18:28,0  |
| 22        | Fabio Acevedo Fernando Cruz Henry Cuevas Miguel Samaca                        | Colombia            | 2:18:36,9  |
| 23        | Gilles Durand Brian Chewter Jack McCullough Thomas Morris                     | Kanada              | 2:19:39,2  |
| 24        | Mevlut Bora Erol Kuecuekbakirci Ali Hueryilmaz Seyit Kirmizi                  | Turkiet             | 2:19:56,6  |
| 25        | Agustin Alcantara Antonio Hernandez Francisco Javier Huerta Francisco Vazquez | Mexiko              | 2:21:12,0  |
| 26        | Lian Horner Peter Doyle Kieron McQuaid Noel Taggart                           | Irland              | 2:21:37,8  |
| 27        | Jorge Jukich Lino Benech Alberto Rodriguez Elbio Tardaguila                   | Uruguay             | 2:21:57,7  |
| 28        | Mehari Okubamicael Rissom Gebre Meskei Fesehatsion Gebreyesus Tekeste Woldu   | Etiopien            | 2:28:39,3  |
| 29        | Patrick Gellineau Clive Saney Anthony Sellier Vernon Stauble                  | Trinidad och Tobago | 2:29:15,2  |
| 30        | Bernardo Arias Gilberto Chocce Fernando Cuenca Carlos Espinoza                | Peru                | 2:30:57,7  |
| 31        | Alfred Tonna Louis Bezzina Joseph Said John Magri                             | Sovjetunionen       | 2:31:40,1  |
| 32        | Khosrou Haghgosha Mohamadtagh Khodavand Gholamhosain Koohi Behrouz Rahbar     | Iran                | 2:34:30,7  |
| 33        | Jean Bernard Djambou Joseph Evouna Joseph Kono Nicolas Owona                  | Kamerun             | 2:40:10,3  |
| 34        | Sataporn Kantasa-Ard Pinit Koeykorpkeo Sivaporn Ratanapool Panya Singprayool  | Thailand            | 2:41:42,0  |
| 35        | Rahim Baharudin Abdul Ibrahim Daud Saad Fadzil Haji Saad Omar                 | Malaysia            | 2:46:51,6  |